# Jenny Eakin Delony

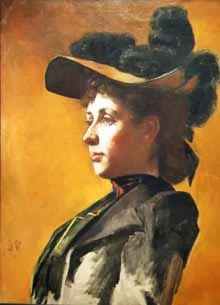
Jenny Eakin Delony (Selbstporträt)

Jenny Eakin Delony, auch als Jenny Eakin Delony Rice oder Jenny Meyrowitz bekannt (* 13. Mai 1866 in Washington, Arkansas; † 1. April 1949 in Little Rock, Arkansas), war eine US-amerikanische Malerin und Pädagogin. Neben den Porträts von angesehen und historischen Persönlichkeiten in den Vereinigten Staaten malte sie auch Miniaturen, Landschaften, Gemälde von Wildtieren, Stillleben und Genrebilder. Sie begründete die Collegiate Art Education in Arkansas.

## Privatleben
Jenny Eakin Delony wurde 1866 in Washington (Arkansas) als Tochter von Elizabeth Pearson Delony und dem Rechtsanwalt Alchyny Turner Delony geboren.
Am 10. Dezember 1891 heiratete sie Nathaniel J. Rice († 1893) aus Denver (Colorado). Nach seinem Tod heiratete sie am 19. November 1910 ihren zweiten Ehemann Paul A. Meyrowitz in Chicago (Illinois).
Sie war Mitglied der United Daughters of the Confederacy und der Daughters of the American Revolution.

## Ausbildung
Delony besuchte die Wesleyan Female Institution in Staunton (Virginia), wo ihr eine Goldmedaille in Musik und Kunst verliehen wurde. Von 1886 bis 1888 ging sie auf die Art Academy of Cincinnati. Danach verbrachte sie zwei Jahre in Paris, wo sie an der Académie Julian, der Académie Delécluse und im Atelier des Malers Paul-Louis Delance studierte.
Sie ging von 1892 bis 1893 an die St. Louis School of Art. Vor 1895 studierte sie in Venedig beim italienischen Maler Stefano Novo. Delony schrieb sich 1896 am École des Beaux-Arts in Paris ein, dem ersten Jahr, wo Frauen dort zugelassen wurden. Im selben Jahr gehörte sie auch zu den ersten Frauen, welche an der École de Médecine in Paris die menschliche Anatomie studierten. Sie verbrachte einige Zeit bei dem US-amerikanischen Maler William Merritt Chase und war auch als seine Privatsekretärin in Shinnecock tätig – einer Sommerschule von Chase, welche von 1891 bis 1902 in Southampton auf Long Island betrieben wurde.

## Laufbahn

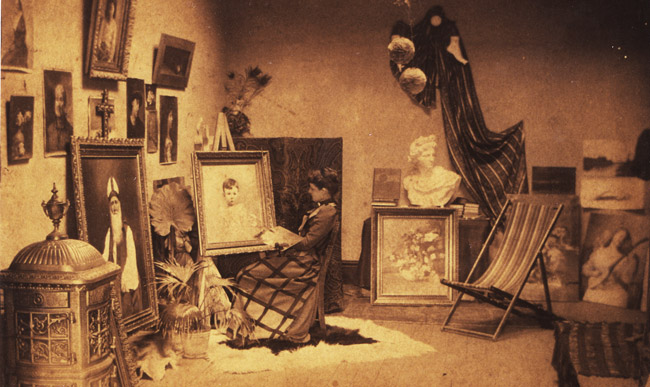
Jenny Eakin Delony in ihrem Atelier in Little Rock (April 1891)

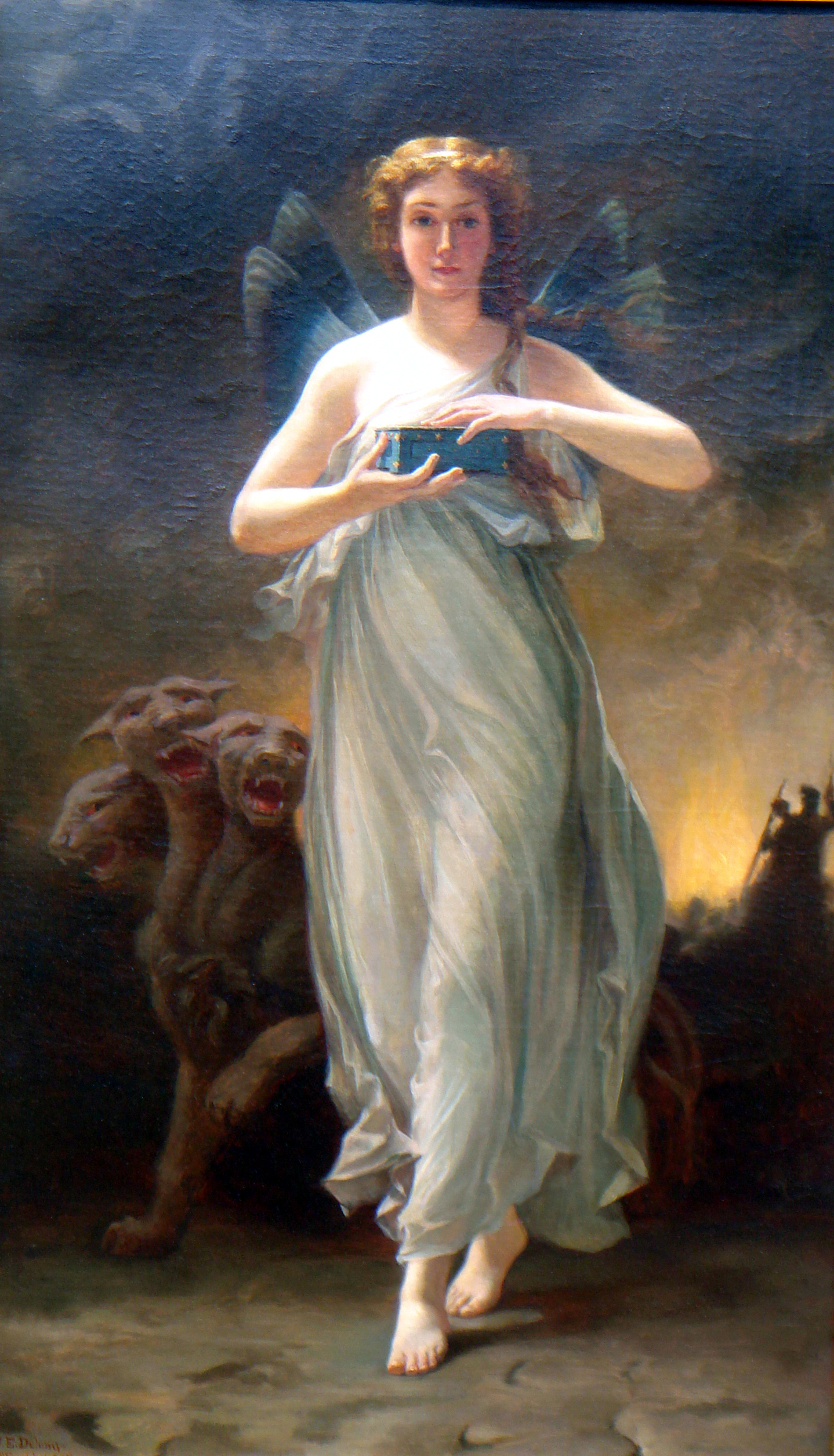
Psycle, after Curzon (1889)

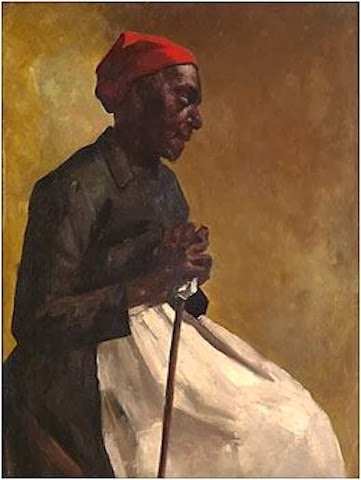
Arkansas Made (1896–1900)

Delony war eine der ersten weiblichen Künstlerinnen aus Arkansas, welche in den Vereinigten Staaten und International Bekanntheit erlangte. Sie war Mitglied der American Artists Professional League (AAPL), der National Association of Women Artists (NAWA) und des National Arts Clubs, beide in New York. Außerdem war sie eine der ersten weiblichen Mitglieder und eine der ersten Frauen, welche in der National Academy of Design ihre Werke ausstellte. Ihre Werke wurden von den Philadelphia, Boston und New York Miniaturmaler Verbänden, des Woman’s Art Club of New York, der National Academy of Design und des New York Watercolor Clubs (NYWC) ausgestellt.
Ihr Ateliers während der 1880er und 1890er Jahre hatte sie in Little Rock. In dieser Zeit malte sie dort viele Porträts von angesehenen Bürgern. Ihre Werke stellte sie bei verschiedenen regionalen und nationalen Ausstellungen aus: der World Cotton Centennial Exposition in New Orleans (1884), der State Exposition in Little Rock (1887), der World’s Columbian Exposition in Chicago (1893) und der Cotton States and International Exposition in Atlanta (1895). Sie gewann zahlreiche Auszeichnungen.
Delony unterrichtete drei Jahre lang Kunst in Virginia, zuerst am Virginia Female Institute in Roanoke (1893–1894) und dann am Norfolk College for Young Ladies in Norfolk (1894–1896). Von 1897 bis 1899 war sie dann der erste Director of Art an der Arkansas Industrial University, welche während ihrer Amtszeit die University of Arkansas (UA) in Fayetteville wurde.
Sie engagierte sich in der Frauenbewegung, darunter für die Erlangung des Wahlrechts für Frauen. In diesem Zusammenhang zog sie 1900 von Fayetteville nach New York City, wo sie ein Atelier eröffnete. 1903 stellte sie ihre Werke in der National Academy of Arts aus. Ihre Miniatur von der britischen Königin Victoria wurde bei Tiffany & Co. ausgestellt.
In ihrer Rolle als Suffragette und Künstlerin wurde sie ausgewählt, um die amerikanischen Frauen als Aussteller beim Internationalen Frauenkongress in Berlin (Deutsches Reich) zu vertreten, welcher vom 6. bis 18. Juni 1904 stattfand. 1905 erschien ihr Porträt von der „richest woman in America“ Hetty Green als ganzseitige Titelseite Der New York Times. Das Gemälde ist heute Teil der Sammlung des Historic Arkansas Museums in Little Rock.
1935 zog sie sich aus der Kunstszene in New York City zurück und ging wieder nach Little Rock. Delony lebte in ihrem früheren Elternhaus mit ihrer Schwester Daisy zusammen.
Nach ihrem Tod im Jahr 1949 wurde Delony auf dem Oakland & Fraternal Historic Cemetery Park in Little Rock beigesetzt.

## Werke
Viele Werke von Delony sind heute Teil von öffentlichen Sammlungen, einschließlich der folgenden Porträts:
- A Southern Gentleman in Historic Washington State Park[10]
- An African American und viele andere Werke in Historic Arkansas Museum[9]
- Präsident der Konföderierten Staaten Jefferson Davis im Arkansas State Capitol[8]
- Mrs. Jefferson Davis (Varina Davis) im American Civil War Museum in Richmond (Virginia)[3]
- Gouverneur George Donaghey, US-Abgeordneter Logan Holt Roots, J. T. W. Tillar in der Arkansas History Commission[13]
- Gouverneur Thomas Chipman McRae im Nordflügel, erster Stock vom Arkansas State Capitol[10]
- Bischof Henry Niles Pierce in der Diözese von Arkansas in der Trinity Episcopal Church in Little Rock[10]
- George G. Williams, New York Clearing House und Chemical National Bank[8]

Sie hat auch Porträts von Hetty Green, William Sherer, Dr. George Taylor Stewart und Spencer Trask angefertigt. Ihr Werk La Grange College of Alabama hängt heute im Museum of Tennessee Valley Historic Society in Tuscumbia (Alabama).
Ihre Werke wurden 2007 zusammen mit den Werken der Künstlerinnen Maud Hold, Josephine Graham und Elsie Freund bei der „Women Artists in Arkansas“ Eshibition im Historic Arkansas Museum ausgestellt.